# Provinciale weg 589
De provinciale weg 589 (N589) is een voormalige provinciale weg in de Nederlandse provincie Limburg. De route werd gevormd door de Via Regia tussen Maastricht en Veldwezelt en is tegenwoordig in beheer en onderhoud bij de gemeente Maastricht.
De Via Regia is eind jaren 50, begin jaren 60 van de 20e eeuw aangelegd met als doel het ontlasten van de Bilserbaan, die tot dan toe de verkeersstromen van Maastricht naar Veldwezelt en verder naar Bilzen en Hasselt verwerkte. De Bilserbaan was tot en met het Rijkswegenplan van 1958 een rijksweg genummerd Rijksweg 81. Met de grootschalige nieuwbouwplannen ten westen van Maastricht (Malberg, Malpertuis en Pottenberg) zou deze oude rijksweg onvoldoende capaciteit hebben om al het verkeer van/naar deze wijken te verwerken. Dientengevolge werd de Via Regia aangelegd: een moderne brede laan met twee rijstroken per rijrichting die de oude rijksweg grotendeels ging vervangen. Een kort gedeelte van de Bilserbaan dat aansluit op de Brusselseweg is overgebleven en werd overgedragen aan de gemeente. De Via Regia kreeg met de invoering van het Provinciaal Routenummerplan 1992 het administratieve wegnummer N589. Kort daarna werd deze weg echter eveneens overgedragen aan de gemeente, waarmee het nummer officieel weer verdween.
De weg loopt langs het recreatiegebied de Dousberg en doorsnijdt het Van de Vennepark. Aan de Belgische zijde van de grens loopt de weg verder als de gewestweg N2.
N62 · N69 · N251 · N252 · N253 · N254 · N255 · N256/A256 · N257 · N258 · N260 · N261 · N262 · N263 · N264 · N266 · N267 · N268 · N269 · N270/A270 · N271 · N272 · N273 · N274 · N275 · N276 · N277 · N278 · N279 · N280 · N281 · N282 · N283 · N284 · N285 · N286 · N287 · N288 · N289 · N290 · N291 · N292 · N293 · N294 · N295 · N296 · N296n · N297 · N298 · N300 · N321 · N322 · N324 · N329 · N389 · N394 · N395 · N396 · N397

N556 · N562 · N564 · N570 · N572 · N590 · N595 · N598 · N601 · N602 · N605 · N607 · N612 · N613 · N615 · N616 · N617 · N618 · N620 · N622 · N625 · N629 · N631 · N632 · N637 · N638 · N639 · N640 · N641 · N651 · N652 · N653 · N654 · N655 · N656 · N658 · N659 · N660 · N661 · N662 · N663 · N664 · N665 · N666 · N667 · N668 · N669 · N670 · N671 · N673 · N674 · N675 · N676 · N682 · N683 · N686 · N689 · N690 · N831 · N843

Voormalige provinciale wegen: N299 · N551 · N552 · N553 · N554 · N555 · N560 · N561 · N563 · N565 · N566 · N567 · N568 · N571 · N574 · N580 · N581 · N582 · N583 · N584 · N585 · N586 · N587 · N588 · N589 · N591 · N592 · N593 · N594 · N596 · N597 · N603 · N604 · N606 · N608 · N610 · N611 · N614 · N619 · N621 · N623 · N624 · N626 · N628 · N630 · N634 · N642 · N657